# Grb Britanskih Djevičanskih otoka
Grb Britanskih Djevičanskih otoka prikazuje Svetu Ursulu, englesku sveticu koja je, prema predaji, putovala Europom s 11 tisuća djevica i tragično stradala blizu Kölna. Kristofor Kolumbo je 1493. otkrio otočje i nadjenuo mu ime Santa Ursula y las Once Mil Vírgenes (Sveta Ursula i njezinih 11 tisuća djevica), što je vremenom postalo Las Vírgenes (djevice), a kasnije Virgin Islands (Djevičanski otoci).
Sveta se Ursula nalazi na zelenom štitu i u ruci drži zlatnu lampu uljanicu, a okružuje je još jedanaest uljanica, simbol jedanaest tisuća djevica. U podnožju štita je geslo otočja na latinskom, Vigilate ("Budi budan"). 
Ovaj se grb, koji datira iz 1960. godine, nalazi i na zastavi Britanskih Djevičanskih otoka.